# Norris Stubbs
Norris Stubbs, född 8 november 1948, död 9 augusti 2014, var en friidrottare från Bahamas. Han deltog vid olympiska sommarspelen 1968.